# یواس‌اس باگارا (اس‌اس-۳۳۱)
یواس‌اس باگارا (اس‌اس-۳۳۱) (به انگلیسی: USS Bugara (SS-331)) یک زیردریایی بود که طول آن ۳۱۱ فوت ۹ اینچ (۹۵٫۰۲ متر) بود. این زیردریایی در سال ۱۹۴۴ ساخته شد.